# Alexander Westphal
Pour les articles homonymes, voir Westphal.
Alexander Carl Otto Westphal (né le 18 mai 1863 à Berlin et mort le 9 janvier 1941 à Bonn) est un neurologue et psychiatre allemand.

## Biographie
Alexander Westphal est le fils du psychiatre Carl Westphal (1833-1890) et de sa femme Clara Mendelssohn, fille du banquier Alexander Mendelssohn (de). Son grand-père Otto Carl Friedrich Westphal (1800–1879) est également médecin.
Westphal étudie à Heidelberg et à Berlin, et fait son doctorat à Berlin en 1888. Il est l'assistant de Wilhelm Erb (1840-1921) à Heidelberg et de Heinrich Curschmann (1846-1910) à Leipzig. En 1892, il devient chef du département des maladies nerveuses à la Charité de Berlin, son patron est Friedrich Jolly (1844-1904). Il poursuit ses études en psychiatrie et en neurologie. En 1901, il devient professeur à l'Université de Greifswald et deux ans plus tard, professeur ordinaire à l' Université de Bonn. De 1904 à 1929, il dirige le sanatorium provincial et l'institution de soins infirmiers de Bonn et, à partir de 1905, la clinique de l'université royale pour les malades mentaux et nerveux. Pendant son mandat, l'interdiction de mariage et la «sortie» du personnel infirmier sont assouplies; Les sœurs et les soignants ont leur propre chambre. 
Alexander Westphal publie principalement sur les domaines du diabète insipide, de la leucémie et de la pseudoleucémie ainsi que sur divers domaines de la psychiatrie et de la neurologie. Son nom est associé au phénomène Westphal-Piltz des paupières, dont le deuxième homonyme est le neurologue polonais Jan Piltz (1870-1931). 
Westphal produit également une édition complète des publications scientifiques de son père Carl Westphal. En tant que professeur d'université, il forme ensuite des scientifiques renommés, dont le psychiatre Otto Löwenstein (de).
Il est enterré au cimetière I de Jérusalem et de la Nouvelle Église devant les Hallesches Tor à Berlin-Kreuzberg.